# Bligh Park, New South Wales
Bligh Park este o suburbie în Sydney, Australia.